# 什塔宾市镇
什塔宾市镇（波蘭語：Gmina Sztabin）是波兰波德拉谢省奥古斯图夫县的一个乡村型市镇，治所位于什塔宾村。总面积为361.8平方千米，截至2020年总人口为5065人。